# Борис Габрић
Борис Габрић (13. септембар 1983. Суботица) је бивши српски хокејаш. Леворук је и играо је у одбрани.

## Каријера

### Клупска каријера
Као јуниор наступао је за суботички Спартак. Сениорску каријеру је почео у Војводини за коју је играо од 2001. до 2006. године и са којом је био првак Србије и Црне Горе у сезонама 2001/02, 2002/03 и 2003/04. Затим прелази у Партизан где наступа годину дана, па се опет враћа у Нови Сад, али сада у истоимени клуб. Након годину дана проведених у Новом Саду поново 2008. године прелази у Партизан где тренутно наступа. Са Партизаном је девет пута био првак државе, а два пута је освајао и регионалну Слохокеј лигу у сезони 2010/11. и 2011/12.

### Репрезентација
За репрезентацију је играо под три различита имена. За Југославију је играо на Светском првенству 2003. (Дивизија II). За репрезентацију Србије и Црне Горе играо је на Светском првенству 2004. (Дивизија II), 2005. (Дивизија II), и 2006. године (Дивизија II). Од осамостаљења Србије игра за репрезентацију Србије од 2007. године, a једино је пропустио Светско првенство у хокеју на леду 2013 — Дивизија II, група А у Загребу. Играо је и у квалификација за Олимпијске игре 2006 и 2010 године.
Рачунајући све три репрезентације одиграо је 60. утакмица, постигао 19 голова и имао 29 асистенција.

## Успеси

### Клупски
- Војводина:
  -  Првенство СРЈ / СЦГ (3) : 2001/02, 2002/03 и 2003/04

- Партизан:
  -  Првенство Србије (9) : 2006/07, 2008/09, 2009/10, 2010/11, 2011/12, 2012/13, 2013/14, 2014/15, 2015/16.
  -  Слохокеј лига (2) : 2010/11, 2011/12.

### Репрезентативни
- СР Југославија/Србија и Црна Гора:
  - Светско првенство:  2003. (Дивизија II)
  - Светско првенство:  2004. (Дивизија II)
  - Светско првенство:  2005. (Дивизија II)

- Србија:
  - Светско првенство:  2008. (Дивизија II)
  - Светско првенство:  2009. (Дивизија II)
  - Светско првенство:  2011. (Дивизија II)
  - Светско првенство:  2014. (Дивизија II, група А)
  - Светско првенство:  2015. (Дивизија II, група А)

## Клупска статистика
|          |             |                                   | Регуларна сезона | Регуларна сезона | Регуларна сезона | Регуларна сезона | Регуларна сезона | Плеј оф | Плеј оф | Плеј оф | Плеј оф | Плеј оф |
| Сезона   | Екипа       | Лига                              | У                | Г                | A                | П                | КМ               | У       | Г       | А       | П       | КМ      |
| -------- | ----------- | --------------------------------- | ---------------- | ---------------- | ---------------- | ---------------- | ---------------- | ------- | ------- | ------- | ------- | ------- |
| 2001/02. | Војводина   | Интерлига                         | 9                | 0                | 0                | 0                | 0                |         |         |         |         |         |
| 2002/03. | Војводина   | Интерлига                         | 12               | 1                | 0                | 1                | 2                |         |         |         |         |         |
| 2003/04. | Војводина   | Хокејашка лига Србије и Црне Горе | -                | -                | -                | -                | -                |         |         |         |         |         |
| 2004/05. | Војводина   | Хокејашка лига Србије и Црне Горе | -                | -                | -                | -                | -                |         |         |         |         |         |
| 2005/06. | Војводина   | Хокејашка лига Србије и Црне Горе | -                | -                | -                | -                | -                |         |         |         |         |         |
| 2006/07. | Партизан    | Хокејашка лига Србије             | 16               | 9                | 7                | 16               | 6                |         |         |         |         |         |
| 2007/08. | ХК Нови Сад | Панонска лига                     | 11               | 5                | 9                | 14               | 16               |         |         |         |         |         |
| 2007/08. | ХК Нови Сад | Хокејашка лига Србије             | 23               | 16               | 18               | 34               | 18               |         |         |         |         |         |
| 2008/09. | Партизан    | Панонск лига                      | 13               | 12               | 9                | 21               | 10               |         |         |         |         |         |
| 2008/09. | Партизан    | Хокејашка лига Србије             | 11               | 11               | 6                | 17               | 8                | 3       | 1       | 0       | 1       | 0       |
| 2009/10. | Партизан    | Слохокеј лига                     | 25               | 8                | 22               | 30               | 16               | 6       | 1       | 1       | 2       | 6       |
| 2010/11. | Партизан    | Слохокеј лига                     | 18               | 2                | 5                | 7                | 22               | 8       | 2       | 6       | 8       | 4       |
| 2010/11. | Партизан    | Хокејашка лига Србије             | -                | -                | -                | -                | -                | 1       | 0       | 0       | 0       | 0       |
| 2011/12. | Партизан    | Слохокеј лига                     | 26               | 2                | 2                | 4                | 36               | 9       | 0       | 2       | 2       | 6       |
| 2011/12. | Партизан    | Хокејашка лига Србије             | -                | -                | -                | -                | -                | 2       | 0       | 2       | 2       | 0       |
| 2012/13. | Партизан    | Хокејашка лига Србије             | 6                | 3                | 6                | 9                | 2                |         |         |         |         |         |

## Статистика у репрезентацији
| Година | Држава      | Такмичење                                | Утакмице | Голови | Асистенције | Поени | Каз.мин. |
| ------ | ----------- | ---------------------------------------- | -------- | ------ | ----------- | ----- | -------- |
| 2003.  | Југославија | Светско првенство — Дивизија II          | 5        | 1      | 1           | 2     | 8        |
| 2004.  | СЦГ         | Светско првенство — Дивизија II          | 5        | 3      | 2           | 5     | 8        |
| 2004.  | СЦГ         | Квалификације за Олимпијске игре 2006.   | 3        | 0      | 0           | 0     | 2        |
| 2005.  | СЦГ         | Светско првенство — Дивизија II          | 5        | 1      | 2           | 3     | 4        |
| 2006.  | СЦГ         | Светско првенство — Дивизија II          | 5        | 5      | 3           | 8     | 8        |
| 2007.  | Србија      | Светско првенство — Дивизија II          | 5        | 0      | 1           | 1     | 6        |
| 2008.  | Србија      | Светско првенство — Дивизија II          | 5        | 1      | 5           | 6     | 0        |
| 2008.  | Србија      | Квалификације за Олимпијске игре 2010.   | 3        | 0      | 1           | 1     | 0        |
| 2009.  | Србија      | Светско првенство — Дивизија II          | 5        | 4      | 6           | 10    | 4        |
| 2010.  | Србија      | Светско првенство — Дивизија I           | 5        | 0      | 2           | 2     | 2        |
| 2011.  | Србија      | Светско првенство — Дивизија II          | 4        | 1      | 2           | 3     | 2        |
| 2012.  | Србија      | Светско првенство — Дивизија II, група А | 5        | 3      | 2           | 5     | 6        |
| 2014.  | Србија      | Светско првенство — Дивизија II, група А | 5        | 0      | 2           | 2     | 10       |
| Укупно | -           | 13 (11 СП + 2 ОИ)                        | 60       | 19     | 29          | 48    | 60       |